# 林巨正
林巨正（：／ im kkeog-jeong，1504年—1562年1月3日），朝鮮王朝明宗時期的盜賊。在《朝鮮王朝實錄》中，以林巪正（임거정）、林巪叱正（임거질정）之名登場。他與洪吉童、張吉山並稱朝鮮三大盜賊。
林巨正出生於京畿道楊州的一個白丁家庭裡。當時朝鮮王朝政治混亂，官吏腐敗，民心洶洶。不法分子掠奪民家，向百姓收取牙錢。
1559年（明宗14年），他以黃海道、京畿道一帶為中心，襲擊官衙，殺害官吏，打開倉庫，將糧食發放給貧民。長淵、甕津、豐川各地的官軍前往討伐，但林巨正受到百姓的內應，因此沒有成功。
自1560年（明宗15年）起，勢力漸漸萎縮。1562年（明宗17年）陰曆一月，官軍大舉討伐，林巨正退往九月山抵抗，失敗被捕，遭到處決。

## 文學及影視形象
- 林巨正 (小說)，洪命熹著，1928年至1939年。
- 林巨正 (電影)，1961年。
- 林巨正 (電視劇)，SBS電視劇，1996年至1997年。